# Městská knihovna Mariánské Lázně
Městská knihovna Mariánské Lázně, příspěvková organizace je veřejná knihovna s univerzálním knihovním fondem, jejímž zřizovatelem je město Mariánské Lázně. Instituce poskytuje knihovnické služby veřejnosti.

## Budova
Městská knihovna Mariánské Lázně se nachází na Hlavní třídě v budově č. 370. Jedná se o vilu postavenou roku 1903 městským lékařem MUDr. Hansem Turbou, pozdějším starostou města. V roce 1913 ve vile pobýval lékař Sigmund Freud. Do roku 1945 se budova jmenovala Villa Turba, později dostala název „Osvětová beseda“. Od 7. března 1946 je vila sídlem Městské knihovny Mariánské Lázně. Od roku 1958 je tento objekt v evidenci v Ústředním seznamu kulturních památek České republiky.

## Současnost
V roce 2018 měla knihovna 2 690 registrovaných čtenářů. Ve stejném roce bylo evidováno 34 655 návštěv knihovny a čtenáři si vypůjčili celkem 88 643 dokumentů. Velikost knihovního fondu činila 55 790 knihovních jednotek. Pro zájemce uspořádala knihovna 337 kulturních a vzdělávacích akcí.

## Oddělení knihovny
Městská knihovna Mariánské Lázně disponuje následujícími odděleními:
- Oddělení pro dospělé
- Oddělení pro děti a mládež
- Studovna a čítárna
- Balneologická knihovna

## Služby
Městská knihovna Mariánské Lázně nabízí knihovnické služby:
- půjčování knih, časopisů, novin, CD a DVD, e-knih a čteček, deskových her
- PC s přístupem na internet
- kopírování, tisk, skenování, laminování
- meziknihovní výpůjční služba
- možnost vracení knih do biblioboxu[5]

### Vzdělávání a kultura
- tematické přednášky, besedy, autorská čtení
- knihovnické lekce pro studenty, kurzy
- Virtuální univerzita třetího věku[6]
- exkurze, soutěže pro žáky středních škol
- výstavy

## Galerie

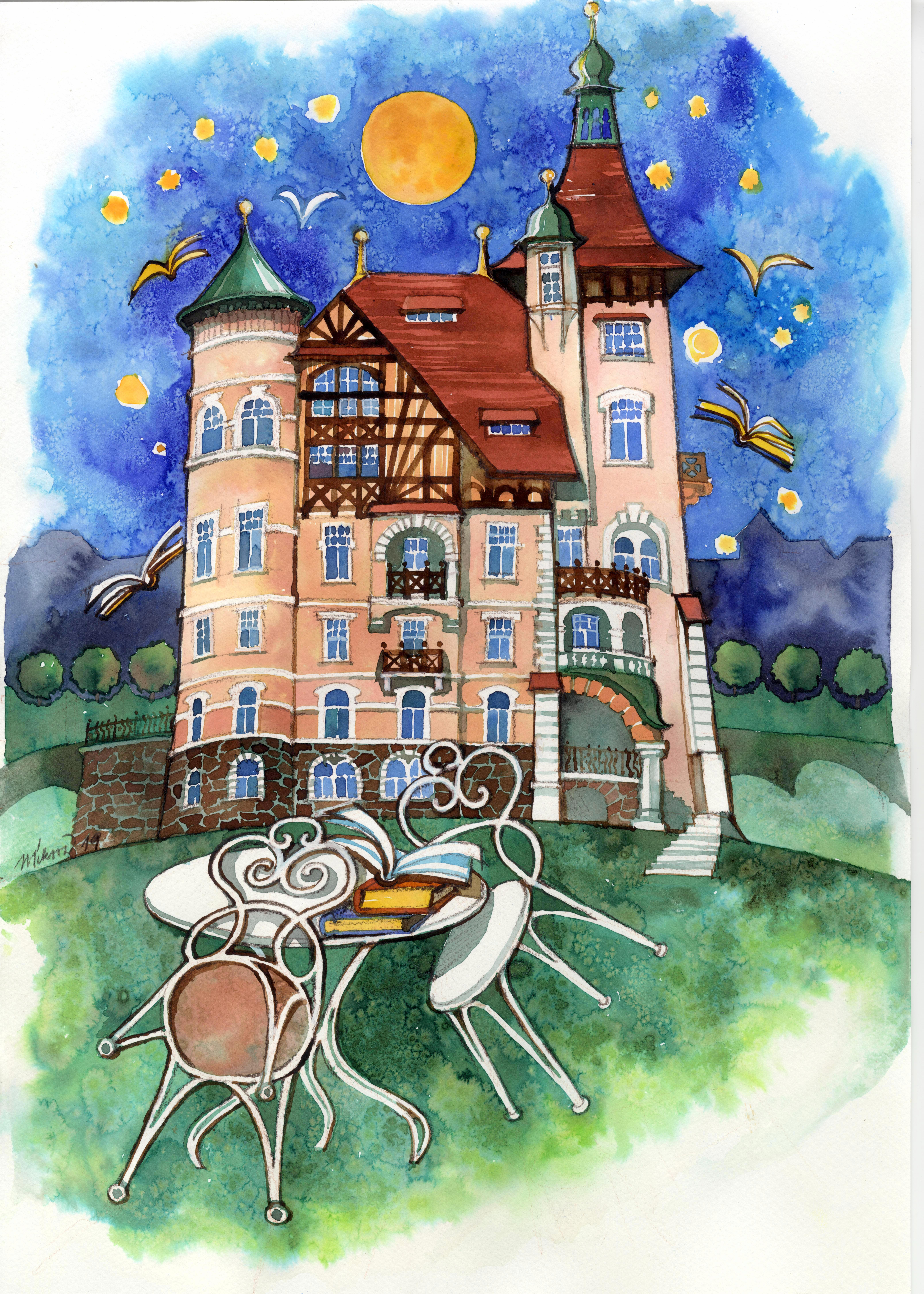
Kresba historické podoby budovy MěK
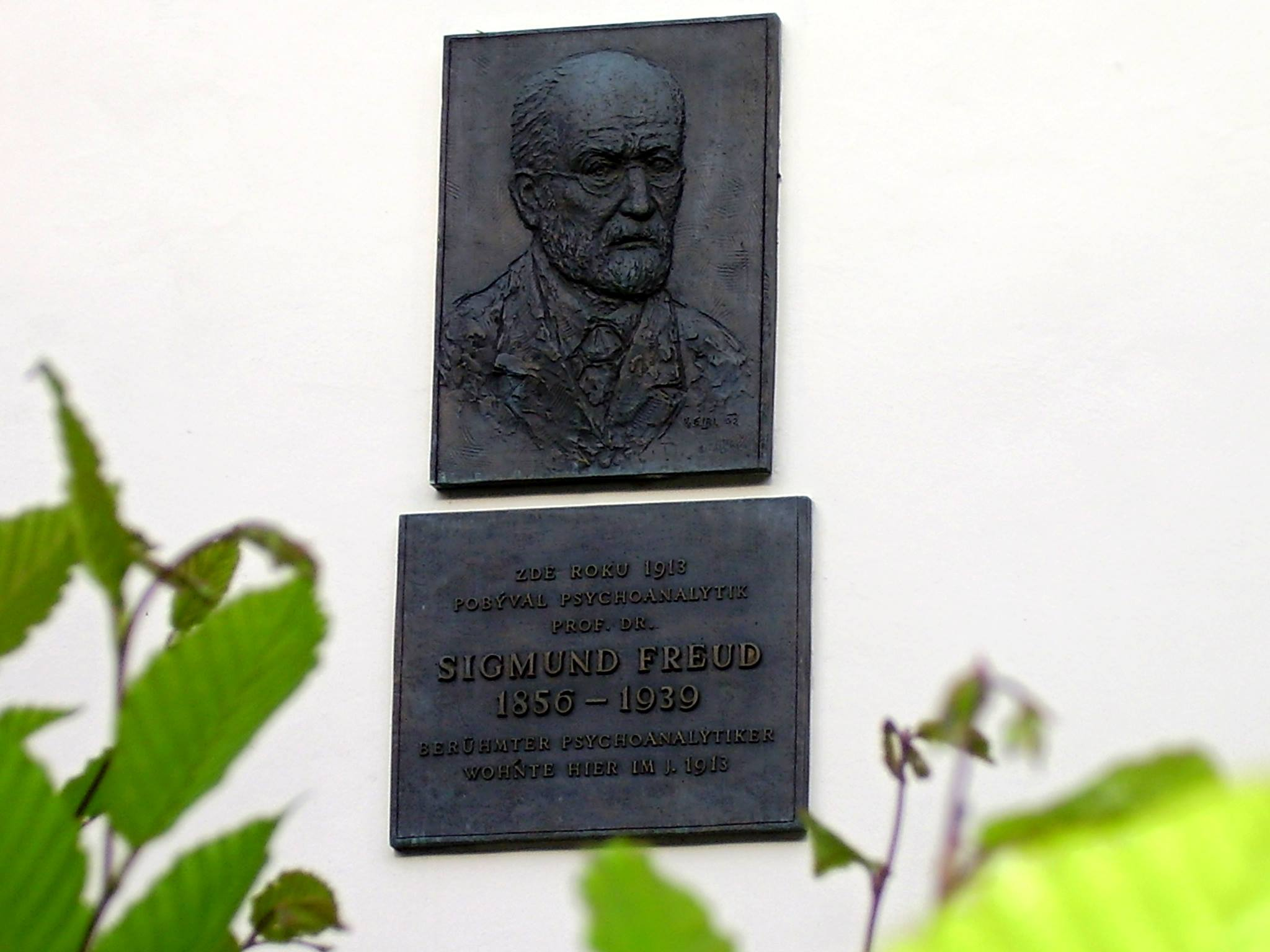
Pamětní deska Sigmundu Freudovi
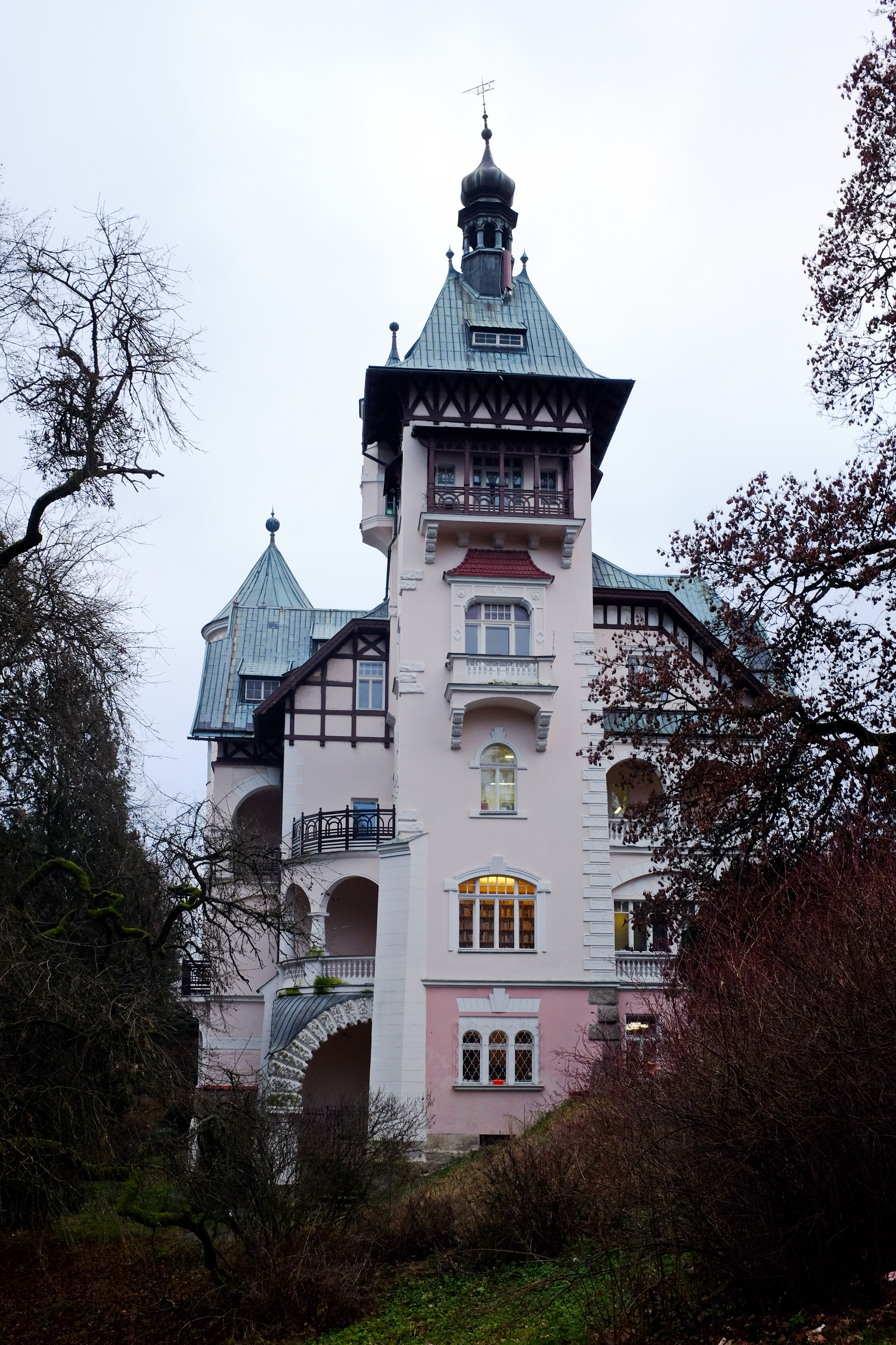
Pohled na knihovnu